# Isophya harzi
Isophya harzi  (лат.) — вид прямокрылых насекомых рода Изофии (Isophya), семейства Настоящие кузнечики (Tettigoniidae). Впервые описан в 1960 году венгерским энтомологом Б. Кишем.

## Распространение, описание
Считается эндемиком Румынии, хотя есть данные об обитании Isophya harzi на территории Венгрии. В Румынии вид обитает в основном среди гор Козия (часть Карпатской горной системы). Отдельные экземпляры встречаются в горах Пятра-Краюлуй (Южные Карпаты).
Кузнечик тёмно-зелёного цвета.

## Замечания по охране
С 1994 года считается редким видом. В 1996 году Isophya harzi получил статус «vulnerable» («уязвимый») согласно классификации Международного союза охраны природы. Причины включения в природоохранный список неочевидны.